# وژشچیه (شهرستان سووپسک)
وژشچیه (به لاتین: Wrzeście) یک روستا در لهستان است که در گمینا سووپسک واقع شده‌است. وژشچیه ۴۰۵ نفر جمعیت دارد.